# Ratko Marković
Ratko Marković (serbisch-kyrillisch Ратко Марковић; * 8. Dezember 1944 in Požarevac; † am oder vor dem 29. April 2021 in Belgrad) war Professor für Rechtswissenschaft an der Universität Belgrad und Vize-Premierminister von Serbien (1994–2000).
Marković studierte an der School of Law in Belgrad. Er war 1980–85 außerordentlicher und ab 1985 ordentlicher Professor für Verfassungsrecht in Belgrad. 1999 nahm er als Leiter der Delegation Jugoslawiens an den Verhandlungen von Rambouillet teil. Er sagte 2005 beim Prozess gegen Slobodan Milošević als Zeuge aus.

## Veröffentlichungen
- What are Yugoslavia's Internal borders? in: The Creation and Changes of the Internal Borders of Yugoslavia. Ministry of Information of the Republic of Serbia, Belgrad, ohne Jahr. (Editor: Stanoje Ivanović)